# La Petite Femelle
Pour plus de détails, voir Fiche technique et Distribution.
La Petite Femelle est un téléfilm français réalisé par Philippe Faucon, diffusé le 1er février 2021 sur France 2. Il relate un fait divers survenu en France dans les années 1950 mettant en cause la jeune étudiante Pauline Dubuisson.

## Synopsis
En 1953, Pauline Dubuisson est jugée pour le meurtre de son ex petit ami, Félix Bailly, survenu deux ans plus tôt.

## Fiche technique
- Titre : La Petite femelle
- Réalisation : Philippe Faucon
- Scénario : Philippe Faucon et Antoine Lacomblez, d'après le livre de Philippe Jaenada
- Photographie : Laurent Fénart
- Montage : Sophie Mandonnet
- Musique : Amine Bouhafa
- Producteurs : Jean-Pierre Guérin et Thierry de Clermont-Tonnerre
- Pays d'origine :  France
- Durée : 1h30
- Genre : Drame
- Date de première diffusion : 1er février 2021 sur France 2

## Distribution
- Lucie Lucas : Pauline Dubuisson
- Lorenzo Lefebvre : Félix Bailly
- Helena Noguerra : Mère de Félix
- Jean Dell : Père de Félix
- Florence Thomassin : Eva
- Samuel Theis : Bernard Krief
- Florence Muller : Hélène Dubuisson
- Stefan Godin : André Dubuisson
- Philippe du Janerand : Président Jadin
- Nathalie Besançon : Madame Mercier
- Vladimir Consigny : André Blandin
- Carolina Jurczak : Monique Mercier
- Raphaël Ferret : Maître Baudet
- Stéphane Roger : Maître Floriot